# 第80回全国高等学校サッカー選手権大会
第80回全国高等学校サッカー選手権大会は、2001年（平成13年）12月30日から2002年（平成14年）1月8日までの10日間にわたって行われた全国高等学校サッカー選手権大会である。

## 概要
- キャッチフレーズ 待ってろ、世界。

### 日程
- 11月18日 - 全代表校決定
- 11月19日 - 全国大会組合せ抽選会
- 12月30日 - 開会式・開幕戦
- 1月8日 - 決勝戦

### 使用会場
- 国立霞ヶ丘競技場陸上競技場（新宿区 開幕戦、準決勝、決勝戦のみ）
- 国立西が丘サッカー場（東京都北区）
- 駒沢オリンピック公園総合運動場陸上競技場（世田谷区）
- 埼玉スタジアム2002（さいたま市緑区※当時行政区未発足）
- さいたま市大宮公園サッカー場 （さいたま市大宮区※同上）
- 千葉県総合運動場陸上競技場（千葉市稲毛区）
- 柏の葉公園総合競技場（柏市）
- 三ツ沢公園球技場（横浜市神奈川区）
- 平塚競技場（平塚市）

当大会より埼玉スタジアム2002（2001年10月6日開場）の使用が開始された。

## 出場校
北海道
- 北海道代表 帯広北（初出場）

東北
- 青森県代表 青森山田（5年連続7回目）
- 岩手県代表 遠野（2年連続19回目）
- 宮城県代表 東北（2年連続5回目）
- 秋田県代表 秋田西（初出場）
- 山形県代表 鶴岡東（12年ぶり2回目）
- 福島県代表 平工（3年ぶり4回目）

関東
- 茨城県代表 鹿島（2年ぶり4回目）
- 栃木県代表 宇都宮白楊（23年ぶり3回目）
- 群馬県代表 前橋育英（2年ぶり10回目）
- 埼玉県代表 浦和南（19年ぶり11回目）
- 千葉県代表 市立船橋（3年連続13回目）
- 東京都A代表 帝京（2年ぶり30回目）
- 東京都B代表 国士舘（初出場）
- 神奈川県代表 桐蔭学園（2年連続6回目）

中部
- 新潟県代表 東京学館新潟（8年ぶり4回目）
- 富山県代表 水橋（3年ぶり3回目）
- 石川県代表 星稜（3年連続12回目）
- 福井県代表 丸岡（10年連続16回目）
- 山梨県代表 帝京三（2年連続6回目）
- 長野県代表 松商学園（4年連続8回目）
- 岐阜県代表 岐阜工（2年ぶり17回目）
- 静岡県代表 静岡学園（2年ぶり7回目）
- 愛知県代表 東邦（2年ぶり2回目）
- 三重県代表 四日市中央工（2年ぶり22回目）

近畿
- 滋賀県代表 草津東（5年連続6回目）
- 京都府代表 久御山（3年連続3回目）
- 大阪府代表 東海大仰星（11年ぶり2回目）
- 兵庫県代表 滝川二（3年ぶり9回目）
- 奈良県代表 奈良育英（2年ぶり9回目）
- 和歌山県代表 近大和歌山（4年ぶり3回目）

中国
- 鳥取県代表 境（3年連続3回目）
- 島根県代表 立正大淞南（3年連続4回目）
- 岡山県代表 作陽（2年ぶり12回目）
- 広島県代表 広島皆実（2年連続3回目）
- 山口県代表 多々良学園（9年連続14回目）

四国
- 徳島県代表 徳島市立（3年ぶり11回目）
- 香川県代表 高松商（2年連続19回目）
- 愛媛県代表 南宇和（3年ぶり16回目）
- 高知県代表 明徳義塾（2年連続2回目）

九州
- 福岡県代表 東福岡（2年ぶり9回目）
- 佐賀県代表 佐賀学園（5年ぶり9回目）
- 長崎県代表 国見（16年連続16回目）
- 熊本県代表 大津（3年連続7回目）
- 大分県代表 大分（2年連続4回目）
- 宮崎県代表 鵬翔（4年ぶり7回目）
- 鹿児島県代表 鹿児島実（2年ぶり18回目）

沖縄
- 沖縄県代表 与勝（6年ぶり5回目）

出場枠が2年ぶりに48に戻っている。前回・第79回で、市立船橋高等学校が前回優勝チーム推薦枠で千葉県大会免除で全国大会進出を果たしたが、2回戦敗退となり「予選免除による調整不足」としてこの免除の特典が1回で廃止されたためである。
またこれにより、開幕戦も前回優勝校ではなく、開催地特例で2チームが出場する東京都の代表のうちのいずれか1チームが登場する試合に戻されている。

## 試合結果

### 1回戦
国立競技場（開幕戦）
- 国士舘 0 - 3 東福岡

大宮公園サッカー場
- 帝京三 2 - 0 徳島市立
- 星稜 2 - 0 立正大淞南

埼玉スタジアム2002
- 浦和南 1 - 1 (6 PK 5) 境
- 東邦 1 - 0 与勝

西が丘サッカー場
- 静岡学園 3 - 1  鵬翔
- 平工 0 - 1 滝川二

平塚競技場
- 遠野 0 - 0 (5 PK 6) 近大和歌山
- 東京学館新潟 2 - 3 高松商

千葉県総合運動場陸上競技場
- 東北 3 - 1 多々良学園
- 秋田西 0 - 2 久御山

柏の葉公園総合競技場
- 岐阜工 3 - 0 明徳義塾
- 鶴岡東 0 - 6 南宇和

三ツ沢球技場
- 桐蔭学園 0 - 3 奈良育英
- 宇都宮白楊 0 - 3 大分

駒沢陸上競技場
- 鹿島 1 - 3 東海大仰星

### 2回戦
大宮公園サッカー場 
- 国見 4 - 1 松商学園
- 帝京三 1 - 2 星稜

埼玉スタジアム2002
- 東邦 0 - 1 浦和南
- 丸岡 0 - 1 大津

西が丘サッカー場 
- 東海大仰星 3 - 4 東福岡
- 前橋育英 2 - 0 草津東

平塚競技場
- 奈良育英 0 - 4 大分
- 帯広北 2 - 2 (3 PK 0) 佐賀学園

千葉県総合運動場陸上競技場
- 市立船橋 6 - 0 広島皆実
- 岐阜工 3 - 0 南宇和

柏の葉公園総合競技場
- 水橋 2 - 3 四日市中央工
- 東北 2 - 1 久御山

三ツ沢球技場
- 鹿児島実 1 - 0 青森山田
- 近大和歌山 2 - 1 高松商

駒沢陸上競技場
- 帝京 0 - 1 作陽
- 滝川二 0 - 5 静岡学園

### 3回戦
- 大宮公園サッカー場
  - 浦和南 1 - 1 (2 PK 4) 大津
  - 国見 4 - 1 星稜
- 千葉県総合運動場陸上競技場
  - 岐阜工 2 - 2 (7 PK 6) 市立船橋
  - 四日市中央工 2 - 1 東北

- 三ッ沢球技場
  - 帯広北 0 - 5 大分
  - 近大和歌山 1 - 2 鹿児島実
- 駒沢陸上競技場
  - 東福岡 1 - 1 (5 PK 6) 前橋育英
  - 作陽 3 - 1 静岡学園

### 準々決勝
- 大宮公園サッカー場
  - 国見 2 - 1 大津
  - 作陽 1 - 3 鹿児島実

- 千葉県総合運動場陸上競技場
  - 岐阜工 4 - 1 四日市中央工
  - 大分 1 - 2 前橋育英

### 準決勝
| 2002年1月7日 |

| 国見 | 4 - 1 | 鹿児島実 |
|      |       |          |

| 国立霞ヶ丘競技場陸上競技場 |

| 2002年1月7日 |

| 岐阜工 | 2 - 1 | 前橋育英 |
|        |       |          |

| 国立霞ヶ丘陸上競技場 |

### 決勝
| 2002年1月8日 |

| 国見 | 3 - 1 | 岐阜工 |
|      |       |        |

| 国立霞ヶ丘陸上競技場 |

## 得点王
- 片桐淳至(岐阜工)
- 柴崎晃誠(国見)

各6得点

## 主な出場選手
FW
- 片桐淳至(岐阜工→名古屋→岐阜→甲府→滋賀)
- 内村圭宏（大分高→大分→愛媛→札幌）

MF
- 柴崎晃誠(国見→国士舘大学→東京V→川崎→東京V→徳島→広島)
- 阿部翔平(市立船橋→筑波大学→名古屋→甲府)
- 直川公俊(立正大淞南→ブレシア→ロンドリーナ→グールニク・ザブジェ→トラゴビスタ→ヤウンデ)

DF
- 徳永悠平(国見→早大→FC東京→長崎)